# Campionat Mundial de Tir amb Arc a l'aire lliure de 2013
El XLVI Campionat Mundial de Tir amb Arc a l'aire lliure es va celebrar a Belek (Turquia) entre el 30 de setembre i el 6 d'octubre de 2013 sota l'organització de la Federació Internacional de Tir amb Arc (FITA) i la Federació Turca de Tir amb Arc.
Les competicions es van celebrar en uns camps de futbol als afores de la ciutat turca, condicionats especialment per a l'esdeveniment.

## Resultats

### Masculí
| Prova                            | Or                                                           | Plata                                                                     | Bronze                                                                |
| Arc recorbat individual (06.10)  | Lee Seung-Yun · Corea del Sud                                | Oh Jin-Hyek · Corea del Sud                                               | Crispin Duenas · Canadà                                               |
| Arco recorbat per equips (06.10) | Brady Ellison · Joe Fanchin · Jake Kaminski · Estats Units   | Sjef van den Berg · Rick van den Oever · Rick van der Ven · Països Baixos | Thomas Faucheron · Gaël Prévost · Jean-Charles Valladont · França     |
| Arc compost individual (05.10)   | Mike Schloesser · Països Baixos                              | Pierre-Julien Deloche · França                                            | Alexandr Dambayev · Rússia                                            |
| Arc compost per equips (05.10)   | Martin Damsbo · Stephan Hansen · Patrick Laursen · Dinamarca | Gabriel Badenhorst · DP Bierman · Patrick Roux · Sud-àfrica               | Sébastien Brasseur · Pierre-Julien Deloche · Dominique Genet · França |

### Femení
| Prova                           | Or                                                            | Plata                                                                 | Bronze                                                            |
| Arc recorbat individual (06.10) | Maja Jager · Dinamarca                                        | Xu Jing · R.P. de la Xina                                             | Yun Ok-Hee · Corea del Sud                                        |
| Arc recorbat per equips (06.10) | Chang Hye-Jin · Ki Bo-Bae · Yun Ok-Hee · Corea del Sud        | Hanna Marusava · Yekaterina Timofeyeva · Alena Tolkach · Belarús      | Carina Christiansen · Maja Jager · Anne-Marie Laursen · Dinamarca |
| Arc compost individual (05.10)  | Kristina Berger · Alemanya                                    | Ivana Buden · Croàcia                                                 | Gerda Roux · Sud-àfrica                                           |
| Arc compost per equips (05.10)  | Aura María Bravo · Sara López · Alejandra Usquiano · Colòmbia | Martine Couwenberg · Irina Markovic · Inge van Caspel · Països Baixos | Sophie Dodemont · Pascale Lebecque · Sandrine Vandionant · França |

### Mixt
| Prova                           | Or                                       | Plata                                        | Bronze                                        |
| Arc recorbat per equips (06.10) | Ki Bo-Bae · Oh Jin-Hyek · Corea del Sud  | Khatuna Lorig · Brady Ellison · Estats Units | Tan Ya-Ting · Kuo Cheng-Wei · Xina Taipei     |
| Arc compost per equips (05.10)  | Marcella Tonioli · Sergio Pagni · Itàlia | Albina Loginova · Alexandr Dambayev · Rússia | Erika Jones · Jesse Broadwater · Estats Units |

## Medaller
| Posició | País            | Or | Argent | Bronze | Total |
| 1       | Corea del Sud   | 3  | 1      | 1      | 5     |
| 2       | Dinamarca       | 2  | 0      | 1      | 3     |
| 3       | Països Baixos   | 1  | 2      | 0      | 3     |
| 4       | Estats Units    | 1  | 1      | 1      | 3     |
| 5       | Alemanya        | 1  | 0      | 0      | 1     |
| 5       | Colòmbia        | 1  | 0      | 0      | 1     |
| 5       | Itàlia          | 1  | 0      | 0      | 1     |
| 8       | França          | 0  | 1      | 3      | 4     |
| 9       | Rússia          | 0  | 1      | 1      | 2     |
| 9       | Sud-àfrica      | 0  | 1      | 1      | 2     |
| 11      | Belarús         | 0  | 1      | 0      | 1     |
| 11      | R.P. de la Xina | 0  | 1      | 0      | 1     |
| 11      | Croàcia         | 0  | 1      | 0      | 1     |
| 14      | Canadà          | 0  | 0      | 1      | 1     |
| 14      | Xina Taipei     | 0  | 0      | 1      | 1     |
|         | TOTAL           | 10 | 10     | 10     | 30    |